# Neanthes cricognatha
Neanthes cricognatha är en ringmaskart som först beskrevs av Ehlers 1905.  Neanthes cricognatha ingår i släktet Neanthes och familjen Nereididae. Inga underarter finns listade i Catalogue of Life.